# Rutilia goerlingiana
Rutilia goerlingiana là một loài ruồi trong họ Tachinidae.